# 迪士尼童话婚礼和蜜月
迪士尼童話婚禮和蜜月（英語：Disney's Fairy Tale Weddings & Honeymoons）是一項為在美國加利福尼亞州迪士尼樂園度假區、佛羅里達州華特迪士尼世界度假區、中國香港特別行政區香港迪士尼樂園度假區及迪士尼郵輪度假的情侶提供婚禮及蜜月服務的項目。該項目由迪士尼樂園、體驗與產品公司內的部門負責運營。
從1991年9月到2017年4月，迪士尼樂園共舉辦了30,000多場婚禮，其中2013年有1,300場。而到了2016年則達到4,000場儀式，平均每天11場。 該部門位於法蘭克工作室；工作室的名稱來自由馬丁·肖特在《新岳父大人》所飾演的角色。婚禮的策劃者也被稱為“仙女教母”。

## 項目歷史
迪士尼樂園於1991年9月開始提供婚禮服務， 而迪士尼童話婚禮和蜜月部門則成立於1992年； 到1992年10月28日，就創下日舉行200場婚禮的紀錄。 1995年，婚禮閣開業。
2007年，迪士尼開始為同性伴侶提供承諾儀式服務。以前該公司僅允許同性伴侶在擁有加利福尼亞州或佛羅里達州結婚證的情況下購買其婚禮服務套餐；而在政策改變之前，同性伴侶可以在度假區內租用的會議室裡舉行他們自己的儀式。
一系列迪士尼童話婚紗由克裡斯蒂·凱莉（Kirstie Kelly）設計並於2008年1月上市。 神奇王國的火車站於2014年被增添為婚禮場地，但僅限於每日7點30分開放前的時間。

## 外部連接
- 官方网站（英文）
- 迪士尼童話婚禮和蜜月的X（前Twitter）
- 迪士尼童話婚禮和蜜月的Facebook專頁
- YouTube上的迪士尼童話婚禮和蜜月頻道
- 迪士尼童話婚禮和蜜月的Instagram帳戶
- 迪士尼童話婚禮和蜜月 的pinterest